# 333035 Pelgrift
333035 Pelgrift è un asteroide della fascia principale. Scoperto nel 2007, presenta un'orbita caratterizzata da un semiasse maggiore pari a 2,599580 UA e da un'eccentricità di 0,097883, inclinata di 1,921102° rispetto all'eclittica.